# Hipocrisia

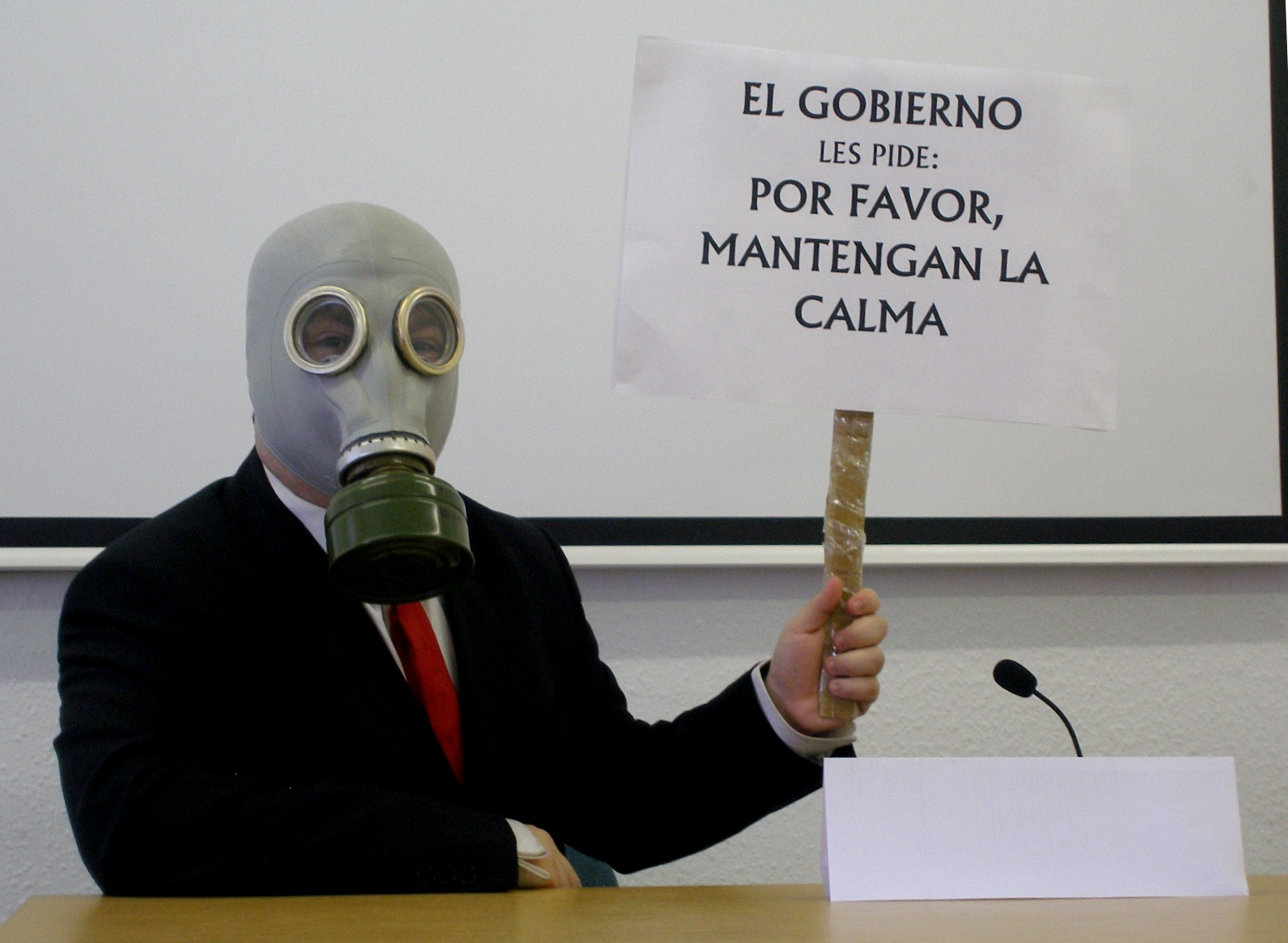
homem com máscara de gás e uma placa que diz "O governo pede: por favor, mantenha a calma"

Hipocrisia é o ato de fingir ter crenças, virtudes, ideias e sentimentos que a pessoa na verdade não possui, frequentemente exigindo que os outros se comportem dentro de certos parâmetros de conduta moral que a própria pessoa extrapola ou deixa de adotar. A palavra deriva do latim hypocrisis e do grego hupokrisis — ambos significando a representação de um ator, atuação, fingimento (no sentido artístico). Essa palavra passou mais tarde a designar moralmente pessoas que representam, que fingem comportamentos.
Um exemplo clássico de ato hipócrita é denunciar alguém por realizar alguma ação enquanto realiza ou realizava a mesma ação.
O linguista e analista social Noam Chomsky define hipocrisia como "…a recusa de aplicar a nós mesmos os mesmos valores que se aplicam a outros".  A hipocrisia é um dos maiores males do comportamento social humano, que promove a injustiça como guerra e as desigualdades sociais, num quadro de auto-engano, que inclui a noção de que a hipocrisia em si é um comportamento necessário ou benéfico humano e da sociedade.
François duc de la Rochefoucauld revelou de maneira mordaz a essência do comportamento hipócrita: "A hipocrisia é a homenagem que o vício presta à virtude". Ou seja, todo hipócrita finge emular comportamentos corretos, virtuosos, socialmente aceitos.
O termo “hipocrisia” é também comumente usado (alguns diriam abusado) num sentido que poderia ser designado, de maneira mais específica, como um padrão duplo. Um exemplo disso, é quando alguém acredita honestamente que deveria ser imposto um conjunto de preceitos morais para determinado grupo - mas não para todos os grupos.
Hipocrisia é pretensão ou fingimento de ser o que não é. Hipócrita é uma transcrição do vocábulo grego "ypokritís" (υποκριτής). Os atores gregos usavam máscaras de acordo com o papel que representavam numa peça teatral.
É daí que o termo hipócrita designa alguém que oculta a realidade atrás de uma máscara de aparência.

## Hipocrisia na religião
O Novo Testamento da Bíblia refere-se especificamente aos hipócritas em vários lugares, em especial quando representando de maneira especial a seita dos fariseus, como por exemplo, o Evangelho de Mateus capítulo 23, versículos 13 a 15:
"Mas ai de vós, escribas e fariseus, hipócritas! Pois que fechais aos homens o reino dos céus; e nem vós entrais nem deixais entrar aos que estão entrando. Ai de vós, escribas e fariseus, hipócritas! Pois que devorais as casas das viúvas, sob pretexto de prolongadas orações; por isso sofrereis mais rigoroso juízo. Ai de vós, escribas e fariseus, hipócritas! Pois que percorreis o mar e a terra para fazer um prosélito; e, depois de o terdes feito, o fazeis filho do inferno duas vezes mais do que vós.”

## Etimologia
A palavra hipocrisia vem do grego antigo ὑπόκρισις (hupókrisis), que significa "encenar", "interpretar". O adjetivo hipócrita vem do grego ὑποκριτής (hupokritḗs), que significa "ator".
A estrutura da palavra grega é formada pelo prefixo hipo- (abaixo) e o verbo krinein (decidir), o que sugere uma deficiência na decisão. Tal indecisão, a respeito dos próprios sentimentos e crenças, informa o significado contemporâneo da palavra.

Nas origens do termo, enquanto hupókrisis (hipocrisia) era utilizado para qualquer tipo de performance pública, incluindo a arte da retórica, hupokritḗs (hipócrita) era um termo técnico para um ator de palco e não era considerado um papel adequado para figuras públicas. Em Atenas, durante o século IV a.C., por exemplo, o grande orador Demóstenes ridicularizou o seu rival Ésquines, quem havia sido um bem-sucedido ator (hupokritḗs) antes de ingressar na política. Por isso, Ésquines foi considerado um político pouco confiável. Essa visão negativa dos hupokritḗs, possivelmente combinada com o desdém romano por atores, estigmatizou o termo.